# Мачис, Дарвин
Да́рвин Даниэ́ль Мачи́с Марка́но (исп. Darwin Daniel Machís Marcano; родился 7 февраля 1993 года в Тукупита, Венесуэла) — венесуэльский футболист, нападающий клуба «Реал Вальядолид» и сборной Венесуэлы.

## Клубная карьера
Мачис начал профессиональную карьеру в клубе «Минерос Гуаяна». 21 августа 2011 года в матче против «Эстудиантес де Мерида» Дарвин дебютировал в венесуэльской Примере. В поединке против «Яракуянос» Дарвин забил свой первый гол за «Минерос Гуаяна». Летом 2012 года Мачис перешёл в испанскую «Гранаду». 20 августа в матче против «Райо Вальекано» он дебютировал в Ла Лиге. После Мачис выступал за дублирующую команду, из-за высокой конкуренции. В начале 2013 года Дарвин на правах аренды перешёл в португальскую «Виторию». 2 февраля в матче против «Порту» он дебютировал в Сангриш лиге.
В начале 2014 года Мачис был отдан в аренду в «Эркулес». 17 мая в матче против «Алькоркона» он дебютировал в испанской Сегнуде. По окончании аренды Дарвин вернулся в «Гранаду» и провёл несколько матчей за основной состав.
Летом 2015 года Мачис на правах аренды перешёл в «Уэску». 22 августа в матче против «Депортиво Алавес» он дебютировал за новую команду. 4 октября в поединке против «Реал Вальядолида» Дарвин забил свой первый гол за «Уэску». По итогам сезона он стал одним из лучших бомбардиром команды. Летом 2016 года Дарвин на правах аренды присоединился к новичку Ла Лиги «Леганесу». 22 августа в матче против «Сельты» он дебютировал за новую команду. 29 ноября в поединке Кубка Испании против «Валенсии» Мачис забил свой первый гол за «Леганес». После окончания аренды он вернулся в «Гранаду». В поединке против «Кордовы» он сделал «дубль», забив свои первые голы за клуб. 30 октября в матче против «Лорки» Дарвин сделал хет-трик.
Летом 2018 года Мачис перешёл в итальянский «Удинезе». В матче против «Пармы» он дебютировал в итальянской Серии A. В начале 2019 года Мачис был отдан в аренду в «Кадис». 3 февраля в матче против «Овьедо» он дебютировал за новый клуб. В этом же поединке Дарвин забил свой первый гол за «Кадис».

## Международная карьера
23 декабря 2011 года товарищеском матче против сборной Коста-Рики Мачис дебютировал за сборную Венесуэлы.
В 2013 году в составе молодёжной сборной Венесуэлы Дарвин принял участие в молодёжном чемпионате Южной Америки в Аргентине. На турнире он сыграл в матчах против команд Уругвая и сборной Эквадора, Перу.
8 сентября 2018 года в поединке против сборной Колумбии Мачис забил свой первый гол за национальную команду.
В 2019 году Мачис принял участие в Кубке Америке в Бразилии. На турнире он сыграл в матчах против сборных Перу, Бразилии, Боливии и Аргентины. В поединке против боливийцев Дарвин сделал «дубль».

### Голы за сборную Венесуэлы
| №  | Дата            | Место                                 | Противник | Счёт | Результат | Соревнование       |
| -- | --------------- | ------------------------------------- | --------- | ---- | --------- | ------------------ |
| 1. | 8 сентября 2018 | Хард Рок-стэдиум, Майами, США         | Колумбия  | 1:0  | 1:2       | Товарищеский матч  |
| 2. | 20 ноября 2018  | Хамад бин Халифа Стэдиум, Доха, Катар | Иран      | 1:0  | 1:1       | Товарищеский матч  |
| 3. | 22 июня 2019    | Арена Коринтианс, Сан-Паулу, Бразилия | Боливия   | 1:0  | 3:1       | Кубок Америки 2019 |
| 4. | 22 июня 2019    | Арена Коринтианс, Сан-Паулу, Бразилия | Боливия   | 2:0  | 3:1       | Кубок Америки 2019 |